# María Romero Meneses
María Romero Meneses (Granada, 13 de enero de 1902 - Las Peñitas, Nicaragua, 7 de julio de 1977) fue una religiosa salesiana nicaragüense y beatificada por Juan Pablo II. La Conferencia Episcopal de Nicaragua (CEN) ha instituido la semana y día del catequista nicaragüense en la Provincia eclesiástica de Nicaragua.

## Biografía

### Infancia
María Romero Meneses nació el 13 de enero de 1902 en la ciudad colonial de Granada en Nicaragua; fue bautizada en el templo La Merced, el día 20 del mismo mes y año. Confirmada el 23 de julio de 1904 por Simeón Pereira y Castellón. Fue hija de Félix Romero Arana, un político que se desempeñó como ministro de Hacienda en el gobierno de José Santos Zelaya; y Ana Meneses Blandón, de origen español. María tuvo trece hermanos. Cuando tenía 8 años, el 8 de diciembre de 1910 hizo su Primera Comunión. Al año siguiente, llegaron a Nicaragua las misioneras de Don Bosco, Hijas de María Auxiliadora (FMA), congregación de la que sería parte integrante durante todo el resto de su vida. Fue de las primeras inscritas en el recién fundado colegio al que asistió junto a su hermana Chila. Ese mismo colegio conserva en la actualidad una sala museo con la cama donde durmió la beata durante su estadía en Nicaragua antes de partir a Costa Rica.

### Noviciado en El Salvador
A inicios de 1920, a los 18 años de edad, María Romero parte hacia El Salvador (Santa Tecla) al Instituto de las Hijas de María Auxiliadora para iniciar su noviciado. El 19 de marzo de ese mismo año, recibe la esclavina negra e inicia con el uso del hábito negro que la caracterizó durante todo el resto de su vida. El 16 de enero de 1921, recibe el hábito religioso de las Hijas de María Auxiliadora, por lo que pasa a llamarse formalmente «Sor María Romero».
Durante sus años en el noviciado se destaca por sus habilidades en la música, especialmente el piano, por lo que se le asigna la responsabilidad de profesora de música y directora del coro. El 6 de enero de 1923 emitió los Votos Temporales de pobreza, castidad y obediencia que requería el proceso de noviciado. Al terminar el noviciado en la ciudad de San Salvador se desempeña como asistente de las aspirantes, postulantes y novicias.

### Votos perpetuos y profesorado en Nicaragua
El 24 de mayo de 1924, Sor María Romero regresa a Nicaragua para dar clases de música en el Colegio María Auxiliadora de Granada, donde trabajó durante 7 años consecutivos. Durante esos años se desempeñó además como asistente de las alumnas internas e impartiendo clases de piano, canto, dibujo, pintura y mecanografía. El 6 de enero de 1929, en el Colegio María Auxiliadora de Granada, pronuncia sus Votos Perpetuos. Durante su estancia en Nicaragua comienza a cargar la "libreta negra", escribiendo en ella sus oraciones y pensamientos, los que serán publicados tras su muerte. En 1930 profesa votos perpetuos en Granada y al año siguiente es remitida a Costa Rica.

## Obras sociales en Costa Rica
En 1931, después de auxiliar a damnificados del terremoto de Managua de ese año, la congregación la envió a San José, Costa Rica, donde se dedicó a servir a los necesitados durante 46 años. Entre sus obras sociales y espirituales más importantes en Costa Rica están las siguientes:
- Consultorios Médicos, que brindan servicios gratuitos de medicina general y medicamentos básicos a quienes no tienen protección del seguro social. Se atienden consultas con dentistas, oftalmólogos, pediatras y médicos generales.

- Internado para jóvenes en la Casa María Auxiliadora que favorece a muchachas que antes vivían en la calle.

- Capacitación en actividades como la cocina, la costura y otros oficios a muchachas y señoras.

- ASAYNE: Asociación de Ayuda a Necesitados, en Ciudadelas en Salitrillos de Aserrí, que se compone de 70 viviendas para albergar a familias que antes vivían en condiciones infrahumanas. Se extendió a San Miguel de Desamparados y San Gabriel, en el cantón de Aserrí.

- «Ropero», servicio que ofrece prendas de vestir a precios simbólicos y, en oportunidades, en forma gratuita.

- Repartición diaria de canastas de alimentos básicos a personas de escasos recursos económicos.

Según el periodista Carlos Fernando Chamorro Cardenal, las obras que Sor María realizó en Costa Rica, beneficia a los más pobres de Costa Rica, que son la mayoría de los 500, 000 nicaragüenses que viven en ese país. Las obras han funcionado con base en donaciones y colaboraciones de carácter voluntario, bajo la consigna "Pon tu mano, Madre Mía. Ponla antes que la mía."

## Fallecimiento en Nicaragua
En 1977, estando en Costa Rica, había expresado a su superiora que se sentía cansada, por lo que planea con sus hermanas reunirse en Nicaragua como parte de unas vacaciones. El 2 de julio, Sor María parte hacia su país natal. Su hermana Pastora alquila una casa en el balneario de Las Peñitas, en León. El 7 de julio, estando en la casa de veraneo a orilla de la playa, falleció de un infarto al corazón.

### Traslado de restos a Costa Rica
El 9 de julio de 1977, los restos mortales de Sor María Romero fueron trasladados a Costa Rica y enterrados en el Cementerio General. El 9 de noviembre de 1991 se procedió a su exhumación y fueron depositados finalmente en la Casa de la Virgen, al lado de la capilla, conocido ahora como Mausoleo de Sor María Romero.

## Proceso de Canonización
La apertura del proceso Diocesano de Sor María Romero se dio el 18 de noviembre de 1988. Durante los años 1988 y 1992, se llevan a cabo las sesiones declaratorias de los testigos citados por el Tribunal de la causa de Canonización, teniendo como sede del Tribunal la Casa Provincial de las FMA en San José. Los testigos llamados a dar testimonio de la fama de santidad de Sor María Romero fueron 50, y seis testigos de oficio.
El tribunal realizó 90 sesiones. Se efectuaron, además, 40 sesiones de estudio de documentos relativos a la Sierva de Dios, presentados por el Vice Postulador para ser incluidos en el proceso.
Fue declarada Venerable por el papa Juan Pablo II el 18 de diciembre del año 2000 y el 14 de abril de 2002, el papa Juan Pablo II la proclamó Beata, siendo la segunda mujer centroamericana a la que se otorga dicho reconocimiento por parte de la Iglesia católica. Con ocasión de la beatificación, se generaron algunas diferencias entre autoridades políticas de Nicaragua y autoridades religiosas de Costa Rica.

## Reconocimientos
- Mujer del Año por la Unión de Mujeres Americanas. (1968)
- Medalla de Oro por el Rotary Club. (1976)
- Ciudadana Honoraria de Costa Rica por la Asamblea Legislativa de Costa Rica. (Reconocimiento póstumo).[10]